# Балакин, Игорь Николаевич
Игорь Николаевич Балакин (укр. Ігор Миколайович Балакін, 9 мая 1937, Киев, УССР, СССР — 5 сентября 2000, Киев, Украина) — советский футболист, нападающий и полузащитник.

## Биография
Представитель известной спортивной семьи. Его отец Николай Николаевич и дядя Владимир Николаевич в 30-40 годах выступали в киевских клубах «Локомотив» и «Динамо». Воспитанник Футбольной школы молодёжи, в которой в то время работал и Владимир Балакин.
22 июня 1955 года участвовал в матче первого раунда Кубка СССР против одесского «Пищевика». Его партнерами в той игре были известные в будущем мастера кожаного мяча Владимир Ануфриенко, Андрей Биба, Олег Базилевич и Валентин Трояновский. Молодой киевской команде, которую возглавлял Николай Махиня, не удалось на равных соперничать с представителем класса «Б» и в итоге ФШМ уступила со счётом 1:5.
В 1957 году был приглашён в «Динамо», но за три сезона так и не стал игроком основного состава: всего провёл за клуб девять игр в чемпионате и одну в Кубке. Единственный мяч забил в дебютном матче против ленинградского «Зенита». Поединок на Республиканском стадионе завершился победой с крупным счетом — 5:2 (у хозяев также отличились Михаил Коман, Юрий Войнов и Сергей Коршунов).
В июле 1959 года перешёл в винницкий «Локомотив», который завершил сезон на первом месте 4-й группы класса «Б». Правда, вклад Игоря Балакина в эту победу был минимальным: 8 игр и 1 гол. Главной угрозой для ворот соперников в том сезоне были Борис Липский (15 голов) и Валентин Трояновский (14 голов).
Со следующего года формула соревнований в классе «Б» была изменена. Украинские команды были объединены в две группы и боролись за звание чемпиона Украинской ССР. В упорной борьбе «железнодорожники» уступили первое место в своей группе сначала николаевскому «Авангарду», а через год — одесскому «Черноморцу». В 1960 году стыковые матчи не проводились и винницкий клуб разделил 3-4 места с одесским СКА, а в следующем сезоне стал бронзовым призёром чемпионата УССР (победа по сумме двух матчей над «Трудовыми резервами» из Луганска). Вместе с Борисом Липским, Ильей Славинским и Михаилом Петровым был основным игроком линии нападения. В первенстве 1961 года стал лучшим бомбардиром клуба (11 голов).
Своей игрой привлек внимание руководства харьковского «Авангарда», который выступал в элитном дивизионе советского футбола. В этой команде изменил игровое амплуа, начал играть в середине поля. В составе «харьковчан» провёл 13 лиговых матчей, отличился забитым мячом в ворота московского «Спартака».
В 1963 году вернулся в Винницу. Под руководством нового тренера Иосифа Лившица, команда «железнодорожников» победила в своей группе, но в финале чемпионата Украинской ССР уступила армейском коллективу из Одессы.
В двух последних сезонах защищал цвета запорожского «Металлурга» (представителя второй подгруппы класса «А») и ровенского «Колхозника» (одного из аутсайдеров среди украинских клубов класса «Б»).
После завершения игровой карьеры занимался арбитражом футбольных поединков. Профессию спортивного судьи также избрали его младший брат Александр (арбитр всесоюзной категории) и племянник Николай (арбитр ФИФА).
Умер 5 сентября 2000 года в городе Киев на 64-м году жизни.

## Достижения
- 1959 — победитель 4-й группы класса «Б»
- 1960 — 3-4 место в чемпионате УССР (среди команд класса «Б»)
- 1961 — 3-е место в чемпионате УССР (среди команд класса «Б»)
- 1963 — 2-е место в чемпионате УССР (среди команд класса «Б»)